# Centrophorus uyato
El galludito o pequeño quelvacho (Centrophorus uyato) es una especie de elasmobranquio escualiforme de la familia Centrophoridae.

## Taxonomía
Durante mucho tiempo ha habido una controversia taxonómica, acerca de la validez de esta especie, que muchos autores consideraban sinónima de Centrophorus granulosus. Estudios recientes han demostrado la validez de ambas especies, mediante un detallada revisión de la taxonomía y la nomenclatura, y el establecimiento de neotipos para ambas especies.
Una de las conclusiones es que en el Mediterráneo existe solo una especie de Centrophorus en el mar Mediterráneo, que corresponde a C. uyato.

## Morfología
Cuerpo fusiforme con la parte anterior no muy alargada. Con cinco pares de hendiduras branquiales. Sin tiene aleta anal.
Las dos aletas dorsales presentan unas espinas fuertes, blanquecinas excepto el margen anterior, con una marcada quilla oscura cubierta de esmalte, a menudo con los ápices erosionados. Primera aleta dorsal más alta y con base más larga que la segunda. 

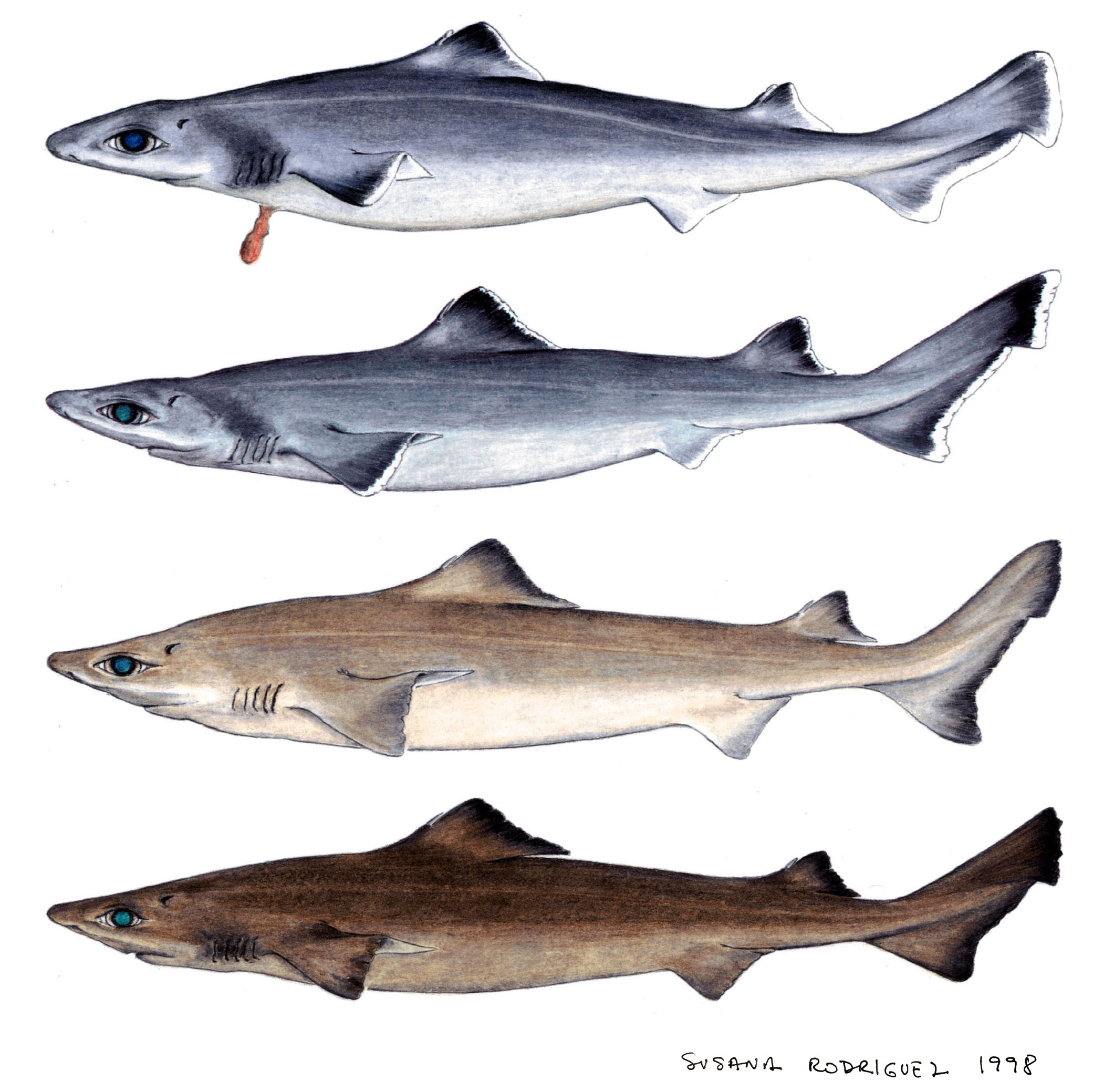
Ontogenia de Centrophorus uyato

Las aletas pectorales presentan una prolongación alargada del ángulo interno, poco marcadas en los juveniles y muy alargadas en los adultos (cuando este ápice no está erosionado o roto).
Los dentículos dérmicos cambian mucho con la talla (durante la ontogenia): en los recién nacidos tienen una forma casi espinosos, mientras que los adultos los presentan con una morfología uniforme casi cúbica, creando casi un mosaico regular poco rugoso al tacto. En las tallas intermedias, se observan muchos dentículos blancos dispersos por el cuerpo, que representan dentículos descalcificados, a punto de ser reemplazados. 
Los recién nacidos y juveniles con color grisáceo; el margen de todas las aletas presenta una banda blanquecina. En cambio los adultos de color entre marrón-beige y marrón oscuro, con poco contraste entre la parte dorsal y ventral del cuerpo; y con el margen de las aletas sin banda blanquecina.
Aleta caudal con escotadura subterminal bien marcada, uno de los caracteres que los diferencia del género Squalus.
Alcanza una talla máxima de 115 cm de longitud total. 
El macho madura entre los 81 y 94 cm, y la hembra entre los 75 y 89 cm.

## Hábitat
Especie demersal y/o bentopelágica. Rango batimétrico 50-1.490 m, aunque preferentemente entre 300 y 800 m de profundidad.

## Distribución geográfica
Se puede encontrar en el Caribe, en el océano Atlántico occidental (desde Groenlandia hasta Sudáfrica), en el Mediterráneo, en el Océano Índico y en las costas de Nueva Zelanda  y Taiwán.

## Alimentación
Se alimenta de presas muy diversas, desde peces óseos a pequeños invertebrados, incluyendo diversas especies de calamares. Es además, como especie oportunista, carroñera.

## Reproducción
Es una especie vivípara aplacentaria. La hembra generalmente porta únicamente un ejemplar por gestación, la cual puede dura 2 años o más. Esto lo convierte probablemente en la especie de elasmobranquio menos prolífica. Es una especie lecitrotrófica, de modo que la hembra no proporciona alimento durante su desarrollo, solo agua y sales minerales. Al nacer pueden medir entre 40 y 50 cm de longitud total.

## Aprovechamiento
Es una especie que localmente ha sido objetivo de pesca: aparte de la comercialización de su carne, parte del interés era por su hígado, con un elevado contenido en escualeno (contiene uno de los mayor porcentajes entre los tiburones de profundidad). También históricamente su piel ha sido aprovechada y muy apreciada.